# Kentucky General Assembly

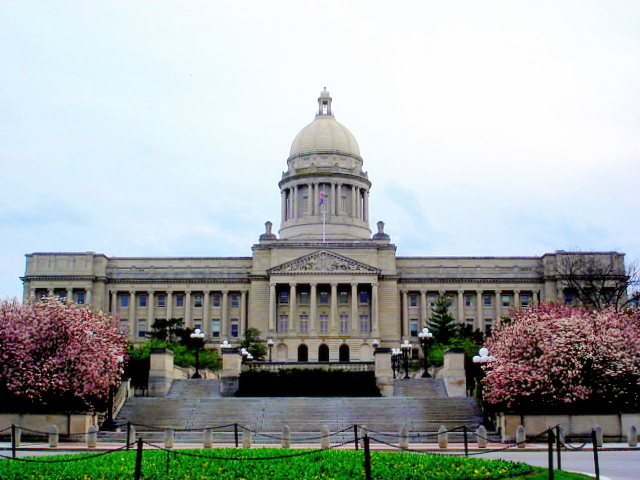
Die General Assembly tagt im Kentucky State Capitol

Die Kentucky General Assembly, mit vollem Namen General Assembly of the Commonwealth of Kentucky, ist die State Legislature und damit die Legislative des US-Bundesstaats Kentucky und wurde durch die staatliche Verfassung 1792 geschaffen. Sie besteht aus dem Repräsentantenhaus von Kentucky, das als Unterhaus fungiert, sowie dem Senat von Kentucky als Oberhaus. Die State Legislature tagt im Kentucky State Capitol in Frankfort, das auch Sitz des Obersten Gerichts ist.
Das Repräsentantenhaus besteht aus 100 Mitgliedern, der Senat aus 38. Das Repräsentantenhaus wird für zwei Jahre gewählt. Die Amtszeit der Senatoren beträgt vier Jahre, jeweils die Hälfte des Senats wird gleichzeitig mit dem Repräsentantenhaus gewählt. Der Wahltag fällt mit dem des Bundeskongresses zusammen.
Wählbar für den Senat ist, wer seit mindestens sechs Jahren Bürger von Kentucky ist, wählbar für das Repräsentantenhaus, wer seit mindestens zwei Jahren Bürger von Kentucky ist. Zusätzlich müssen Kandidaten für beide Häuser seit mindestens einem Jahr im entsprechenden Wahlbezirk leben. Das Mindestalter beträgt 30 Jahre für den Senat, 24 Jahre für das Repräsentantenhaus.
Die National Conference of State Legislatures (NCSL) ordnet die General Assembly von Kentucky als „hybrid“ zwischen einem Vollzeit- und einem Teilzeitparlament ein. Mit einer Vergütung von 188 USD pro Tag und 166 USD pro Sitzungstag (2020) liegen die Abgeordneten im Mittelfeld der Staatsparlamentarier.